# Cayo Vizcaíno
Cayo Vizcaíno (Key Biscayne en inglés) es un cayo localizado al sur este de la ciudad de Miami situada entre la bahía Vizcaína y el océano Atlántico, al sur de Miami Beach. Está unida a tierra continental solo por la calzada de Rickenbacker construida en 1947. 
La sección norte de la isla (o cayo) está ocupada por el parque Crandon, la sección central es la villa de Key Biscayne y la punta sur el parque estatal del Cabo de Florida de Bill Baggs, y el parque nacional Vizcaíno, uno de los dos parques nacionales del condado de Miami-Dade.
Geográficamente no pertenece a los cayos de la Florida, sino que es un banco de arena formado en un arrecife de coral.
Originalmente fue habitado por los indios Tequesta. Juan Ponce de León lo descubrió en 1513 reclamándolo para la Corona Española.
La localidad fue muy afectada en 1992 por el huracán Andrew.
Es sede de famosos torneos internacionales de tenis como el Masters de Miami.

## Galería

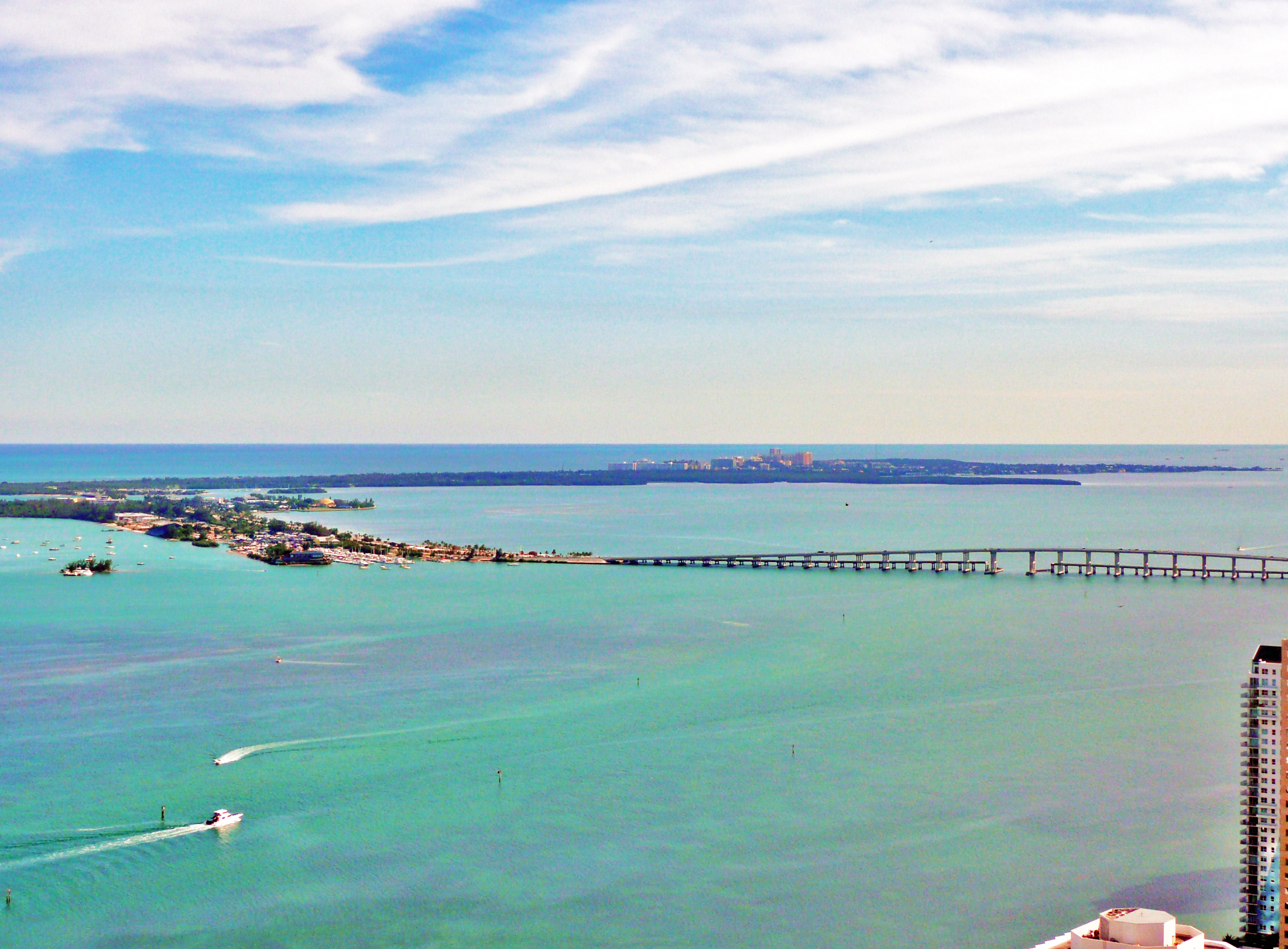
Calzada de Rickenbacker, conexión entre Miami y cayo Vizcaíno.
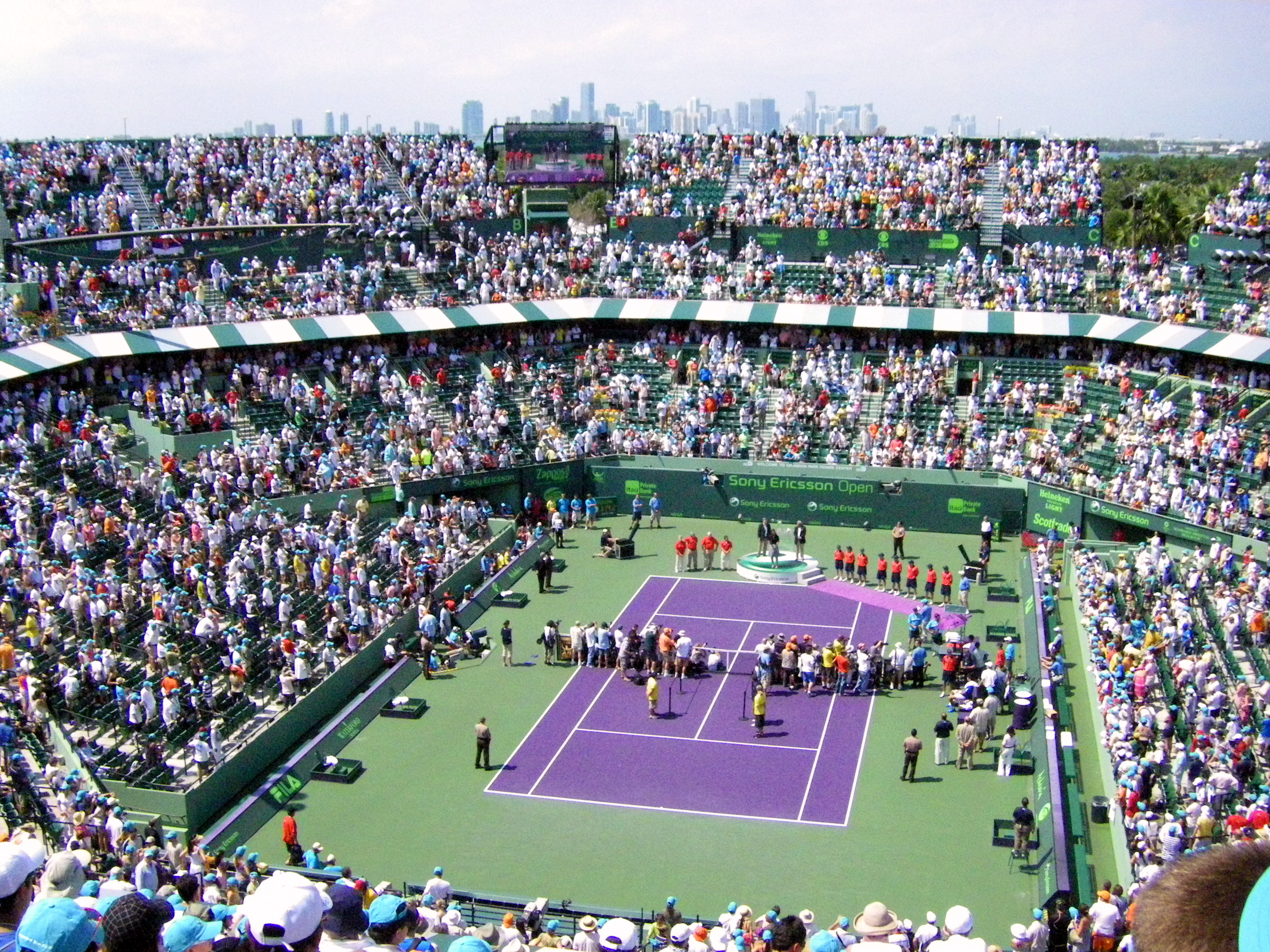
Tenis en cayo Vizcaíno.
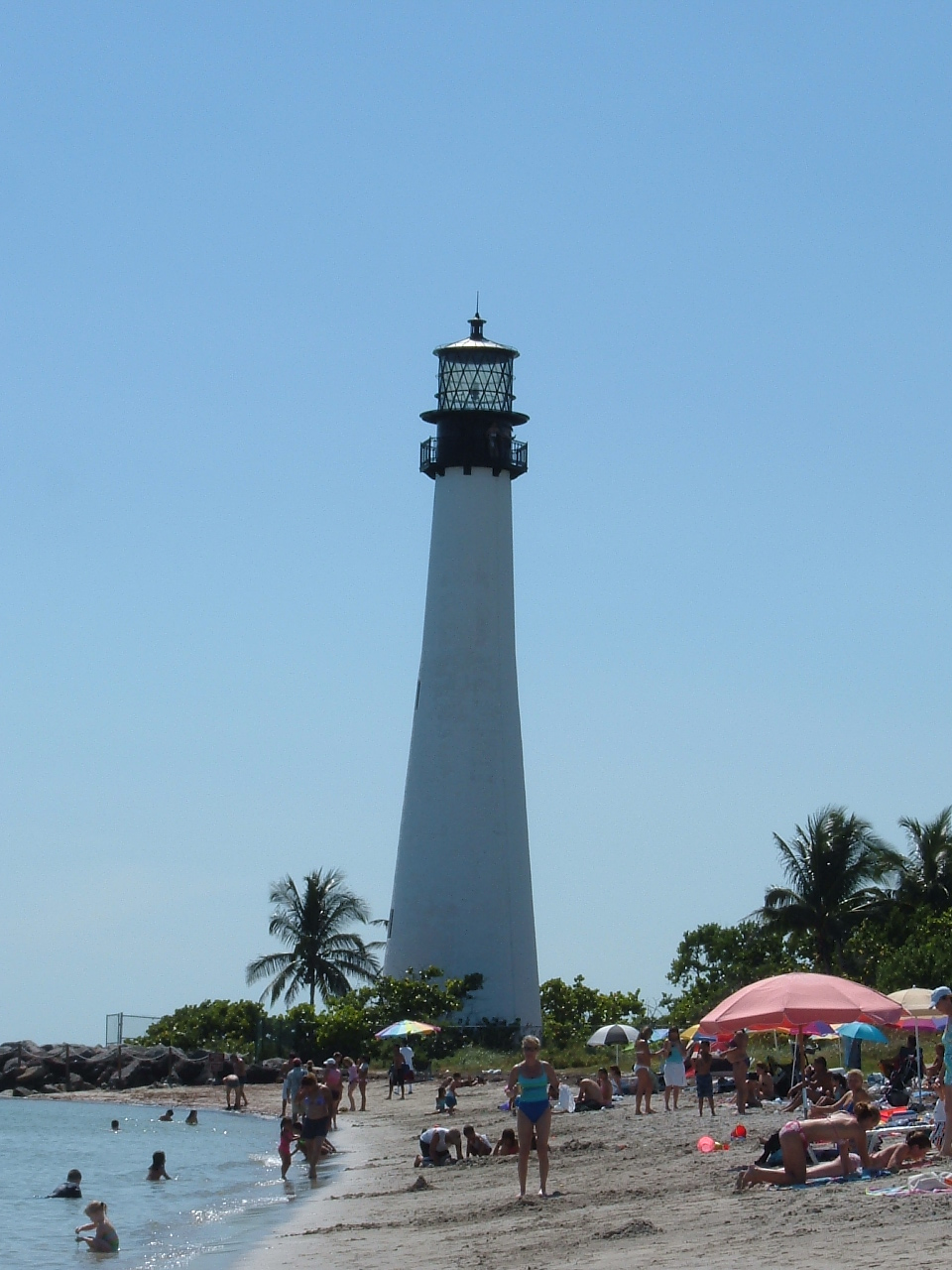
Faro Cape Florida
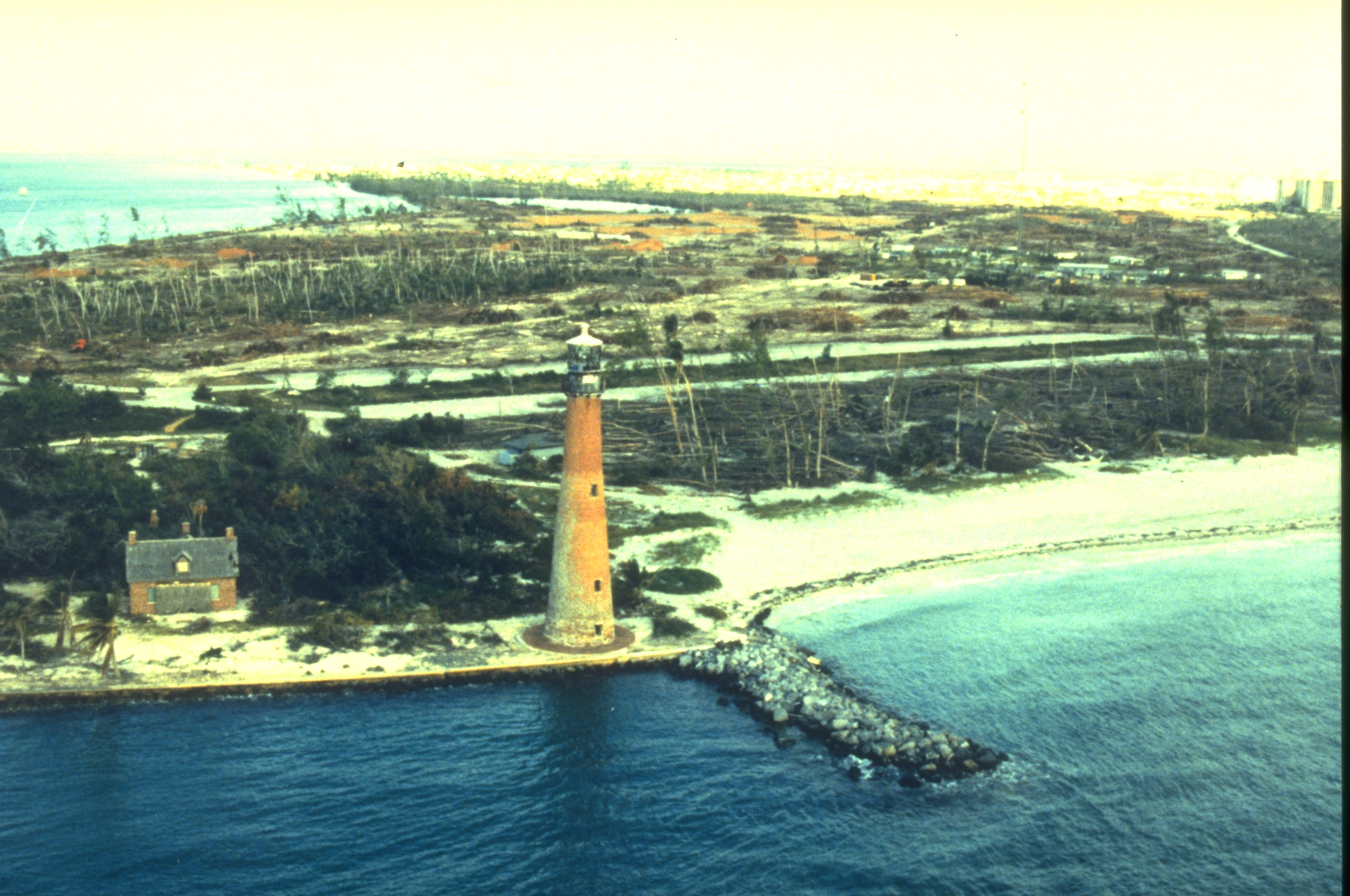
El parque del cayo después del Huracán Andrew en 1992.